# NGC 442
NGC 442 is een spiraalvormig sterrenstelsel in het sterrenbeeld Walvis. Het hemelobject ligt ongeveer 230 miljoen lichtjaar van de Aarde verwijderd en werd op 21 oktober 1886 ontdekt door de Amerikaanse astronoom Lewis A. Swift.

## 38 Ceti
Amateur astronomen die op zoek zijn naar NGC 442 kunnen de ster 38 Ceti (magnitude 6) gebruiken als gidsster, daar deze ster zich, vanaf de Aarde gezien, schijnbaar zeer dicht bij het stelsel NGC 442 bevindt. 38 Ceti is echter een voorgrondster die tot het melkwegstelsel behoort.

## Synoniemen
- PGC 4484
- UGC 789
- IRAS01121-0116
- MCG 0-4-54
- PRC C-9
- ZWG 385.41